# Торриш (Транкозу)
То́рриш (порт. Torres) — приход в Португалии, входит в округ Гуарда. Является составной частью муниципалитета Транкозу. По старому административному делению входил в провинцию Бейра-Алта. Входит в экономико-статистический субрегион Бейра-Интериор-Норте, который входит в Центральный регион. Население составляет 217 человек на 2001 год. Занимает площадь 10,25 км².